# Ernest i Celestyna (serial animowany)
Ernest i Celestyna – francuski serial animowany wyemitowany po raz pierwszy w 2017 roku przez francuską stację telewizyjną France 5. 
Serial jest telewizyjną kontynuacją filmu Ernest i Celestyna z 2012 roku, zrealizowanego na podstawie serii książek dla dzieci autorstwa belgijskiego rysownika Gabriella Vincenta. Część ekipy filmowej pracowała nad serialem. Serial opowiada o przyjaźni myszy Celestyny z niedźwiedziem Ernestem.

## Dubbing oryginalny
- Pauline Brunner : Célestine
- Xavier Fagnon : Ernest
- Raphaëline Goupilleau : Tulipe
- Olivier Pajot :   Martin
- Dorothée Pousséo : Augustin
- Odja Lhoca : Souris
- Dominique Frot

## Odcinki
1. Les petits fantômes
2. Le bouton d'accordéon
3. La soucoupe volante
4. Les charabiettes
5. Le bal des souris
6. La bête du lac
7. Le portrait caché
8. Bibi
9. Le piano mécanique
10. Blizzard
11. Une étoile pour Célestine
12. Léon
13. Le grand méchant ours
14. Sud Express
15. Mais où es-tu Boléro ?
16. La somnambule
17. La petite voix de Célestine
18. La fête du cousin Bébert
19. L'anniversaire de Célestine
20. À la rescousse de Madame Tulipe
21. Célestine part en colonie
22. À deux c'est mieux
23. Siméon a disparu